# Suffomyia
Genre
Suffomyia est un genre d'insectes diptères brachycères de la famille des Canacidae.

## Liste d'espèces
Selon Catalogue of Life (19 novembre 2019) :
- Suffomyia dancei Munari, 2008
- Suffomyia ismayi McAlpine, 2007
- Suffomyia sabroskyi McAlpine, 2007
- Suffomyia scutellaris Freidberg, 1995